# Ardenneki
Az ardenneki tyúkfajta főleg Észak-Európában fordul elő, származása Ardennek erdős régióira tehető. Robusztus és aktív takarmánykereső. Okvetlen szükséges egy tiszta tyúkól és egy kifutó biztosítása. 
Ennek a mozgékony, könnyű és áramvonalas testű vidékies tyúkfajtának érdekessége, hogy egy sötét arca van, sötét tarajjal és toroklebennyel. A csüd csaknem fekete.
Belgiumban farktoll nélküli változatok is elismertek, nem úgy, mint Németországban.